# Лешня (притока Свольної)
Ле́шня (біл. Лешня) — невелика річка в Россонському та Верхньодвінському районах Вітебської області Білорусі.
Річка бере початок з болота в межиріччі річок Ніща та Свольна, неподалік села Рівне Поле Россонського району. Серед приток має декілька струмків справа. Протікає по лісистій та болотистій місцевості. Впадає до Свольної зліва на території Верхньодвінського району.
В гирлі розташоване село Лешня.